# Baxter (Robot)
Pour les articles homonymes, voir Baxter.

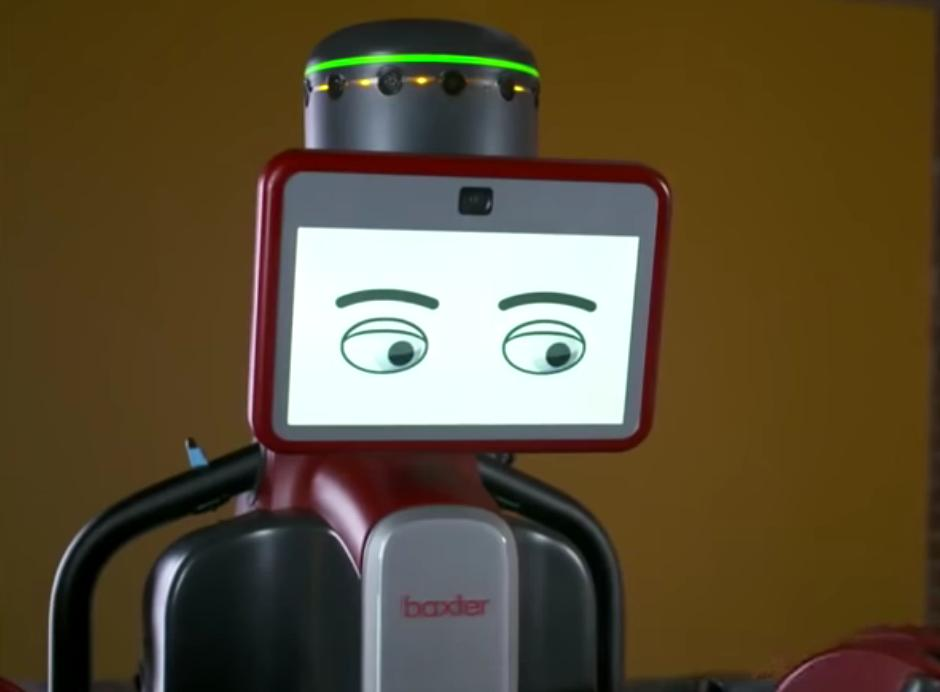
Buste de Baxter

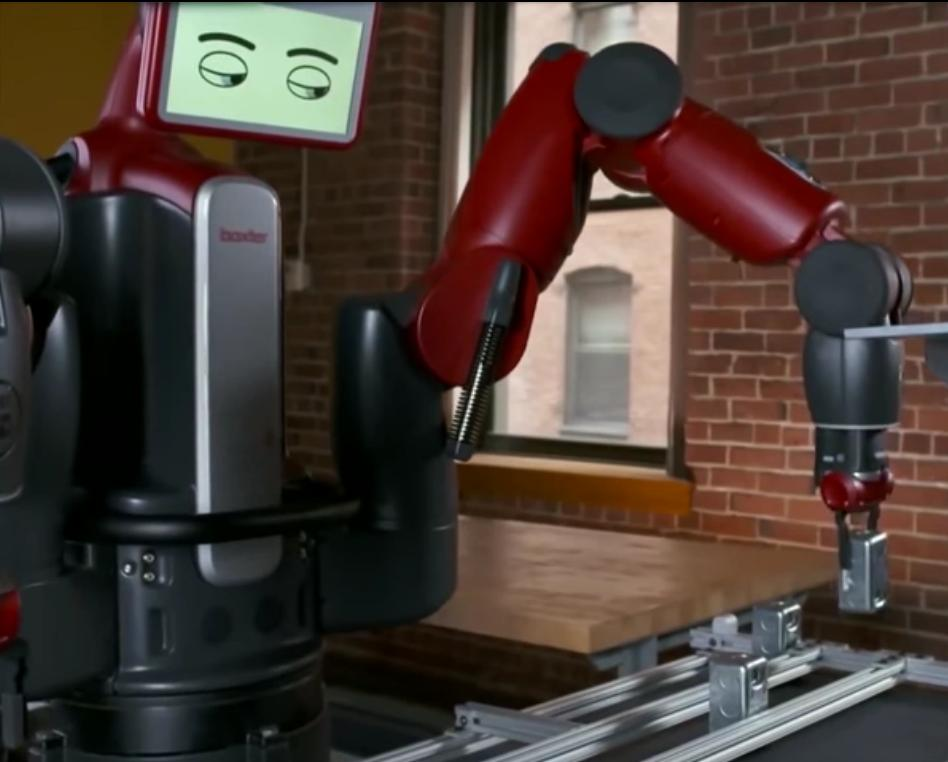
Baxter travaille

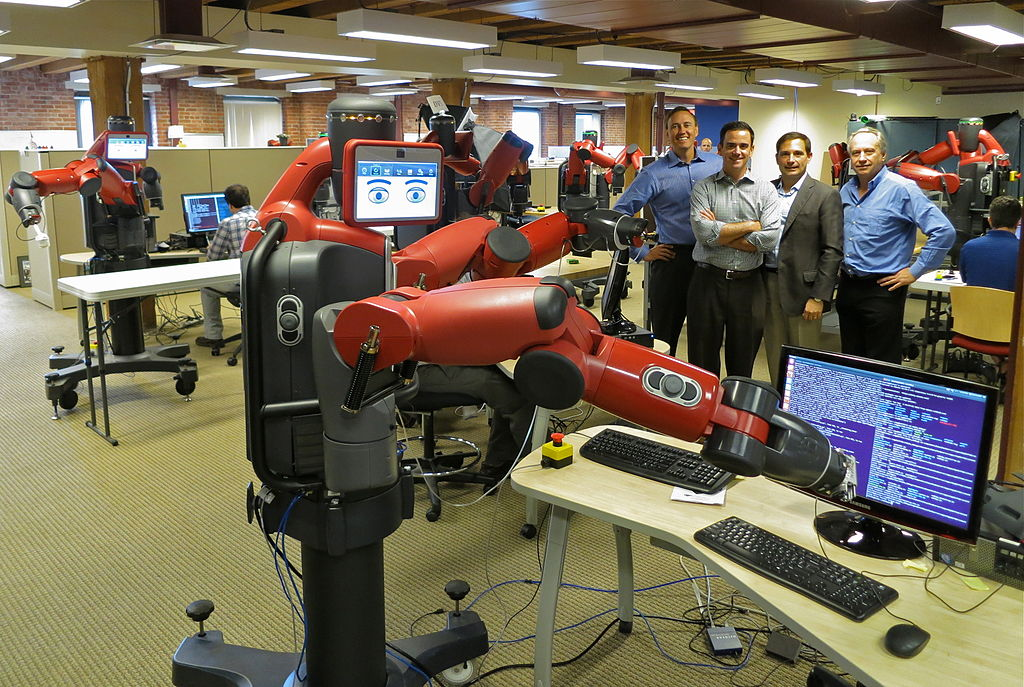
Baxter fait le beau

Baxter est un robot industriel créé en 2013 par Rethink Robotics (en), une start-up fondée par Rodney Brooks. Brooks a déclaré que Baxter a été conçu pour effectuer les tâches ternes sur une ligne de production. Il est destiné à être vendu aux petites et moyennes entreprises.